# 開経偈
開経偈（かいきょうげ）とは、仏教各宗で法要や勤行などの際経典を読む（読経）にはいる前に読まれる偈である。開経文と呼ぶこともある。

## 一般的に読まれる開経偈
日蓮宗を除く各宗で読まれる開経偈。

### 漢文
- 無上甚深微妙法（むじょうじんじんみみょうほう）
- 百千万劫難遭遇（ひゃくせんまんごうなんそうぐう）
- 我今見聞得受持（がこんけんもんとくじゅじ）
- 願解如来真実義（がんげにょらいしんじつぎ）

### 読み下し文
- 無上甚深微妙の法は百千万劫にも遭い遇うこと難し。我今見聞し受持することを得たり。願わくは如来の真実義を解し奉らん。

## 日蓮宗における開経偈
日蓮宗においては以下のように読まれる。
- 無上甚深微妙の法は、百千万劫にも遭い奉ること難し
- 我今見聞し、受持することを得たり、願わくは如来の第一義を解せん
- 至極の大乗、思議すべからず
- 見聞触知、皆菩提に近づく
- 能詮は報身、所詮は法身、色相の文字は、即ち是れ応身なり
- 無量の功徳、皆この経に集まれり
- 是故に自在に冥に薫じ密に益す
- 有智無智罪を滅し善を生ず
- 若しは信、若しは謗、共に仏道を成ず(ぜん)
- 三世の諸仏、甚深の妙典なり
- 生々世々、値遇し頂戴せん